# Björsäter
Björsäter is een plaats in de gemeente Åtvidaberg in het landschap Östergötland en de provincie Östergötlands län in Zweden. De plaats heeft 437 inwoners (2005) en een oppervlakte van 63 hectare.